# Francisco Prieto
Francisco Javier Prieto Caroca, conhecido como Francisco Prieto, (Antofagasta , 1 de julho de 1983) é um futebolista chileno que atua como Goleiro. Atualmente defende o Colo-Colo.

## Títulos
Colo-Colo
- Campeonato Chileno Clausura: 2010